# Liste der Monuments historiques in Bédarrides
Die Liste der Monuments historiques in Bédarrides führt die Monuments historiques in der französischen Gemeinde Bédarrides auf.

## Liste der Bauwerke
| Bezeichnung                                                            | Beschreibung | Standort                      | Kennzeichnung | Schutzstatus | Datum | Bild           |
| ---------------------------------------------------------------------- | ------------ | ----------------------------- | ------------- | ------------ | ----- | -------------- |
| Ouvèzebrücke Gedenkkreuz                                               |              | (Lage)                        | PA84000027    | Inscrit      | 2001  | weitere Bilder |
| Pfarrkirche St-Étienne-et-de-l’Assomption Friedhofskapelle, Innendekor |              | place de la Mairie (Lage)     | PA00081964    | Classé       | 1997  | weitere Bilder |
| Wasserturm Springbrunnen, Wasserturm                                   |              | place du Château-d’Eau (Lage) | PA84000026    | Inscrit      | 2001  | weitere Bilder |

## Liste der Objekte
- Monuments historiques (Objekte) in Bédarrides in der Base Palissy des französischen Kulturministeriums (französisch)